# 青春有你
《青春有你》，原名《年少有你》《青春有你》是由鱼子酱文化和中国爱奇艺Fancy Monster工作室（小怪獸工作室）联合制作的偶像團体競演養成類真人秀節目。該節目大致延續了前作《偶像練習生》的賽制規則，即從節目合作的經紀公司或練習生公司選出109位或118位參賽，在未來的4個多月中進行封閉式的訓練及錄制，最終由全民票選出9人組成全新偶像團体出道。
节目共四季，继2018年前作《偶像練習生》爆红后，紧接改名于2019年至2021年间的每年年初推出新一季，包括：2019年《青春有你第一季》、2020年《青春有你第二季》和2021年《青春有你第三季》以及2024年《星光閃耀的少年》（國際版）。
第一季节目由张艺兴担任青春制作人代表，于2019年1月21日起每周五20:00在爱奇艺播出，最後選出李汶翰（中心位）、李振宁、姚明明、管栎、嘉羿、胡春杨、夏瀚宇、陈宥维、何昶希组成UNINE组合正式出道；
第二季节目由蔡徐坤担任青春制作人代表，于2020年3月12日起每周四、六20:00在爱奇艺播出，最後選出刘雨昕（中心位）、虞书欣、许佳琪、喻言、谢可寅、安崎、赵小棠、孔雪儿、陆柯燃组成THE9组合正式出道；
第三季节目由李宇春担任青春制作人代表，于2021年2月18日起每周四、六20:00在爱奇艺播出。2021年5月4日，因“倒奶事件”，北京市广播电视局责令爱奇艺暂停录制节目，以便节目做出调整，愛奇藝於2021年5月9日宣布取消決賽錄製，最后于7月25日在《成都超乐音乐节》宣布罗一舟、唐九洲、连淮伟、劉冠佑、邓孝慈、孙滢皓、劉雋、段星星、孙亦航组成IXFORM组合正式出道。
國際版節目更名為《星光閃耀的少年》，由李聖經擔任MC，預定2024年10月播出，並由愛奇藝國際版、韓國SBS電視台旗下工作室Studio Prism聯合製作。最後選出邵子恆（中心位）、李埈赫、許世煥、新澈、楊斯維、翰潔、翟浚安、梁彤華、李多乙组成國際偶像男團POLARIX正式出道。

## 節目簡介
赛期共计100天。在此期间，100多位训练生將在《青春有你》的舞台上接受公益活動、藝術專業、大眾認可三個方向的考核，努力成長為有理想、有本領、有擔當的新時代青年。青春製作人代表與導師團透過表現將成員進行分級並給予訓練，而節目觀眾將作為青春製作人，登入愛奇藝帳號為心儀的訓練生進行助力，決選出最終的9人組合出道。每期投票結果將於當期節目結束前公布（數據截止至播出當天0點）。

### 助力規則
第一與第二階段助力（第一期至第七期）：
1. 登陸愛奇藝帳號，普通用戶每天擁有一次助力機會，每次可為9位訓練生助力，不可重複選擇同一訓練生。
2. 愛奇藝VIP用戶每天額外擁有一次助力機會，每次可為9位訓練生助力，不可重複選擇同一訓練生。
3. 打開愛奇藝泡泡APP，進入助力通道，每天額外擁有一次助力機會。每次可為9位訓練生助力，不可重複選擇同一訓練生。
4. 加入官方唯一助力小程序——真果粒青春福利社，獲得更多助力機會，支持公益活動。

第三階段助力（第八期至第九期）：
1. 登陸愛奇藝帳號，普通用戶每天擁有一次助力機會，每次可為2位訓練生助力，不可重複選擇同一訓練生。
2. 愛奇藝VIP用戶每天額外擁有一次助力機會，每次可為2位訓練生助力，不可重複選擇同一訓練生。
3. 打開愛奇藝泡泡APP，進入助力通道，每天額外擁有一次助力機會。每次可為2位訓練生助力，不可重複選擇同一訓練生。
4. 加入官方唯一助力小程序——真果粒青春福利社，獲得更多助力機會，支持公益活動。

第四階段助力（第十期至第十二期）：
1. 登陸愛奇藝帳號，普通用戶每天擁有一次助力機會，每次可為1位訓練生助力。
2. 愛奇藝VIP用戶每天額外擁有一次助力機會，每次可為1位訓練生助力。
3. 打開愛奇藝泡泡APP，進入助力通道，每天額外擁有一次助力機會。每次可為1位訓練生助力。
4. 加入官方唯一助力小程序——真果粒青春福利社，獲得更多助力機會，支持公益活動。

## 季度概述
| 赛季   | 开播           | 完结           | 集数 | 导师 |
| ------ | -------------- | -------------- | ---- | --- |
| 1      | 2019年1月21日  | 2019年4月6日   | 13   | - 张艺兴 - 李荣浩 - 蔡依林 - 徐明浩 - 欧阳靖 - 艾福杰尼 何炅（最後一集與張PD共同主持）                  |
| 2      | 2020年3月12日  | 2020年6月6日   | 24   | - 蔡徐坤 - 陈嘉桦 - Lisa - Jony J - 林宥嘉 - 汪苏泷 谢娜（最後一集與蔡PD共同主持）                      |
| 3      | 2021年2月18日  | 2021年5月1日   | 22   | 李宇春 - 李荣浩 - Lisa - 潘玮柏 - 虞书欣 - 汪蘇瀧 - 鄧紫棋                                              |
| 國際版 | 2024年10月26日 | 2024年12月28日 | 10   | 李聖經 - 李昇基 - 姜大聲 - 崔容俊 - 鄭韓海 - 權恩妃 - 李會澤 - ERIC - 沈姿潤 - 宋雨琦（總決賽特別導師） |

## 音樂作品

### 數位單曲
| 專輯 | 專輯資料                                                       | 曲目                                                                               |
| 1st  | 青春有你 - 發行日期：2019年1月14日 - 語言：普通話              | 1. 青春有你（《青春有你》第一季同名主題曲) 2. 青春有你（伴奏) 3. 青春有你（純音樂) |
| 2nd  | YES! OK! - 发行日期：2020年3月18日 - 语言：普通话              | 1. YES! OK!（《青春有你》第二季主题曲）                                            |
| 3rd  | We Rock - 發行日期：2021年3月9日 - 语言：普通话                | 1. We Rock（《青春有你》第三季主题曲） 2. We Rock（伴奏）                          |
| 4th  | GOOD LUCK(成為我的幸運) - 发行日期：2024年11月1日 - 语言：韓語 | 1. GOOD LUCK(成為我的幸運)（《星光閃耀的少年》主题曲）                             |

## 相关事件

### 青春有你 第三季
2021年3月25日，第11期節目正片原定該天播出，但因為新疆棉花风波，而本節目服裝冠名商為ADIDAS，这一期节目延期播出。2021年3月27日，第11期節目正片播出時，品牌標誌被全程打碼。
2021年4月11日，微博管理人员发布公告，以涉及非理性追星行为为由，宣布对一系列后援会账号实施禁言30天的处罚，其中大多是本节目和《創造營2021》选手的后援会。
2021年5月起，多家知名媒体报道了有人为给此节目明星投票整箱倾倒本节目的赞助商蒙牛真果粒牛奶的问题。《光明日报》和央广网对此评价道：希望粉丝保持理性，主办方、赞助商应主动承担应用的社会责任，并提及于4月29日通过的《反食品浪费法》，警告这些行为可能违法。5月6日，《南方日报》发文，认为相关行为不仅违反了《反食品浪费法》，还涉嫌强制消费，可能违反《网络综艺节目内容审核标准细则》。由於一系列爭議問題，2021年5月5日，北京市广播电视局责令爱奇艺暂停本节目錄製。当天，得票最高的選手余景天因为家庭涉及黄赌毒之生意的争议，亦透過公司宣佈退出節目比賽。5月6日深夜，爱奇艺为“倒奶视频”事件發长文公开致歉，表示坚决反对一切形式的食品浪费。声明表示，原定5月8日的总决赛成团之夜停止录制和直播，节目组继续慎重研究并调整节目规则，并关闭《青春有你3》所有助力通道。其赞助商蒙牛集团表示支持并积极配合爱奇艺及节目组的整改措施，坚决反对一切形式的食品浪费，之后公布带有《青春有你3》活动信息的产品退货方案。5月8日，国家互联网信息办公室网络综合治理局局长张拥军回应称将加强对“饭圈”群体行为模式和治理方式的深入研究，指导相关网站平台制定社区规则，规范粉丝群体网络行为，尽量从本源上解决问题，引导青少年理性追星。
2021年9月2日中国广电总局颁布八条新规，其中「堅決反對唯流量論」和「堅決抵制泛娛樂化」新规下，提到广播电视机构和网络视听平台不得播出偶像养成类节目与坚决杜绝“娘炮”等畸形审美。

## 外部連結
- 青春有你的新浪微博
- 豆瓣电影上《青春有你》的資料 （简体中文）